# 1 000 kilomètres du Nürburgring 1953

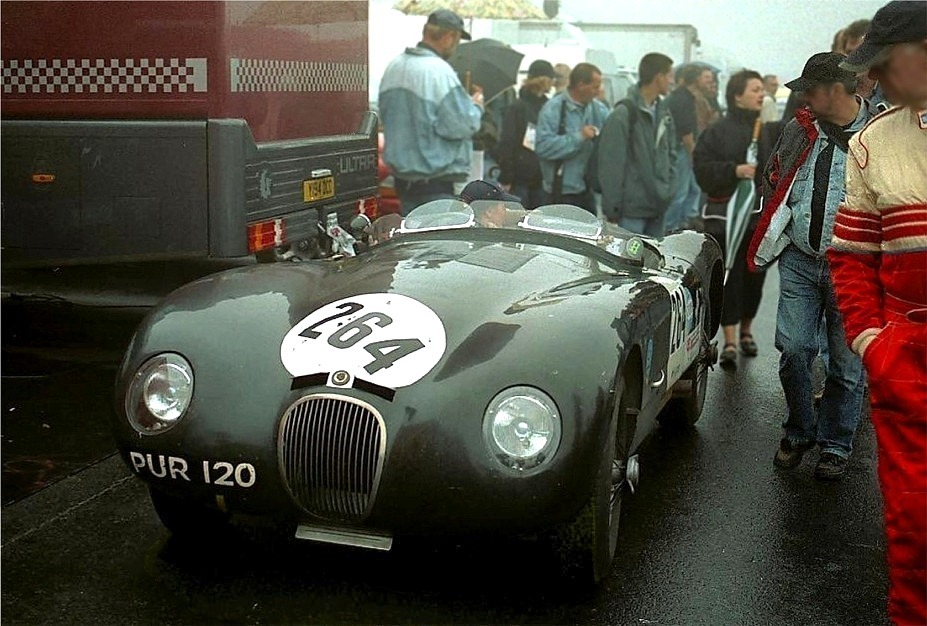
Une Jaguar C-Type, châssis avec lequel la paire Ecurie Ecosse prendra la deuxième place.

Les 1 000 kilomètres du Nürburgring 1953 sont la 1re édition de l'épreuve et se sont déroulés le 30 août 1953 sur la Nordschleife.
Cette course est la cinquième épreuve du championnat du monde des voitures de sport 1953.

## Classement de la course
| Pos. | no  | Catégorie | Pilotes                                      | Écurie                    | Châssis                       | Temps                | Nb de tours | Note               |  |
| ---- | --- | --------- | -------------------------------------------- | ------------------------- | ----------------------------- | -------------------- | ----------- | ------------------ |  |
| 1er  | 1   | S+2.0     | Alberto Ascari Giuseppe Farina               | Scuderia Ferrari          | Ferrari 375 MM Vignale Spyder | 8 h 20 min 44 s      |             |                    |  |
| 2e   | 53  | ser.S+2.0 | Ian Stewart Roy Salvadori                    | Ecurie Ecosse             | Jaguar C-Type                 | 8 h 35 min 49 s      |             |                    |  |
| 3e   | 37  | S1.5      | Adolf Brudes Franz Hammernick (en)           | Borgward GmbH             | Borgward Hansa 1500 RS (en)   | 8 h 50 min 33 s      |             |                    |  |
| 4e   | 39  | S1.5      | Richard Trenkel (en) Walter Schlüter         | Richard Trenkel (en)      | Glöckler-Porsche Nr.5 (de)    |                      | 43          |                    |  |
| 5e   | 26  | S2.0      | Wolfgang Seidel Josef Peters                 | Wolfgang Seidel           | Veritas Comet RS              | 9 h 25 min 17 s      |             |                    |  |
| 6e   | 54  | ser.S+2.0 | Jimmy Stewart Jock Lawrence (de)             | Ecurie Ecosse             | Jaguar C-Type                 |                      | 41          |                    |  |
| 7e   | 33  | S1.5      | Gaetano Sani Piero Carini                    | San Giorgio               | Osca MT4 1100                 |                      | 42          |                    |  |
| 8e   | 34  | S1.5      | Armando François (it) Erwin Bauer            | San Giorgio               | Osca MT4 1100                 |                      | 41          |                    |  |
| 9e   | 50  | ser.S+2.0 | Riccardo Vignolo Maurice Gatsonides          | Roberto Rossellini        | Ferrari 212 Inter             |                      | 40          |                    |  |
| 10e  | 52T | ser.S+2.0 | James Scott Douglas (en) Ninian Sanderson    | Ecurie Ecosse             | Jaguar XK120                  |                      | 40          |                    |  |
| 11e  | 67  | ser.S2.0  | Mike Currie Don Beauman                      | Michael L. Currie         | Frazer Nash Le Mans Replica   | 9 h 53 min 39 s      |             |                    |  |
| 12e  | 61  | ser.S2.0  | Paul Metternich Wittigo Einsiedel            | Gustav Wirth              | Porsche 356 1500              | 10 h 01 min 59 s     |             |                    |  |
| 13e  | 80  | ser.S1.3  | Hans Leo von Hoesch Werner Engel             | Hans Leo von Hoesch       | Porsche 356 1100              | 10 h 01 min 19 s     |             |                    |  |
| 14e  | 86  | ser.S1.3  | Rolf-Friedrich Gőtze William Godsey          | Rolf-Friedrich Gőtze      | Porsche 356 1100              | 10 h 02 min 14 s     |             |                    |  |
| 15e  | 62  | ser.S2.0  | Mathieu Hezemans (de) Jacques van der Meulen | NAV                       | Porsche 356 1500              | 10 h 02 min 37 s     |             |                    |  |
| 16e  | 23  | S2.0      | Alan Brown José Faraoni (de)                 | Équipe anglaise           | Cooper-Bristol T20 Sports     |                      | 40          |                    |  |
| 17e  | 85  | ser.S1.3  | Ernst van Husen Walter Scheube               | Ernst van Husen           | Porsche 356 1100              |                      | 43          |                    |  |
| 18e  | 87  | ser.S1.3  | Fernand Georges “Chenevoy”                   | Fernand Georges           | Porsche 356 1100              |                      | 42          |                    |  |
| 19e  | 32  | S1.5      | Jim Mayers (pl) Pat Griffith                 | Monkey Stable             | Keift-MG (en)                 |                      | 41          |                    |  |
| 20e  | 56  | ser.S+2.0 | Kasimir Olislaegers Charles de Keerle        | Kasimir Olislaegers       | Jaguar C-Type                 |                      | 35          |                    |  |
| 21e  | 92  | ser.S750  | Helmut Glockler Hendrik Beckers              | Helmut Glöckler           | Renault 4CV/1063              | 10 h 29 min 05 s 000 | 41          |                    |  |
| 22e  | 90  | ser.S750  | Georges Trouis Jacques Blanchet              | Georges Trouis            | Panhard Dyna Junior           |                      | 41          |                    |  |
| 23e  | 43  | S750      | Walter Komossa (pl) Kurt Arnold              | Rosterg                   | Scampolo - DKW                | 10 h 32 min 49 s 000 | 40          |                    |  |
| 24e  | 66  | ser.S2.0  | Bruno Martignoni Sergio Mantovani            | Bruno Marignoli           | Alfa Romeo 1900               |                      | 35          |                    |  |
| 25e  | 93  | ser.S750  | Erich Kramwinkel Klaus Krämer                | Kramwinkel                | Gutbrod Special               |                      | 37          |                    |  |
| 26e  | 94  | ser.S750  | Heinz Lindermann Hein Krings                 | Heinz Lindermann          | Gutbrod Special               |                      | 37          |                    |  |
| Nc   | 41  | S750      | Louis Bizeray Mme. Bizeray                   | Nantes                    | Renault 4CV Special           |                      | 36          |                    |  |
| Abd  | 20  | S2.0      | Emilio Giletti (en) Onofre Marimón           | Officine Alfieri Maserati | Maserati A6GCS                |                      | 41          | Moteur             |  |
| Abd  | 6   | S+2.0     | Robert Manzon Piero Taruffi                  | Scuderia Lancia           | Lancia D24 (en)               |                      | 15          | Batterie           |  |
| Abd  | 5   | S+2.0     | Juan Manuel Fangio Felice Bonetto            | Scuderia Lancia           | Lancia D24 (en)               |                      | 9           | Pompe à carburant  |  |
| Abd  | 60  | ser.S2.0  | Richard von Frankenberg Walter Ringgenberg   | Walter Ringgenberg        | Porsche 356 1500              |                      | 2           | Accident           |  |
| Abd  | 7   | S+2.0     | Giovanni Bracco Eugenio Castellotti          | Scuderia Lancia           | Lancia D20                    |                      |             | Électrique         |  |
| Abd  | 21  | S2.0      | Hans Herrmann Jack McAfee                    | Officine Alfieri Maserati | Maserati A6GCS Coupé          |                      |             | Fuite d'huile      |  |
| Abd  | 22  | S2.0      | Gianni Bertoni Hermann Lang                  | Officine Alfieri Maserati | Maserati A6GCS                |                      |             | Moteur             |  |
| Abd  | 25  | S2.0      | Johannes Westhof Klaas Barendragt            | Johannes Westhof          | Veritas Scorpion              |                      |             | Démarreur          |  |
| Abd  | 29  | S         | Hanns Roth Fritz Kasper                      | Hanns Roth                | AFM 49 Intertyp Küchen        |                      |             | Moteur             |  |
| Abd  | 30  | S1.5      | Mike Keen Michael Pope                       | Monkey Stable             | Keift-MG (en)                 |                      |             |                    |  |
| Abd  | 31  | S1.5      | Tommy Line Mike Llewellyn                    | Monkey Stable             | Keift-MG (en)                 |                      |             | Moteur             |  |
| Abd  | 35  | S1.5      | Francesco Giardini Heinrich Sauter           | San Giorgio               | Osca MT4 1100                 |                      |             | Boîte de vitesses  |  |
| Abd  | 36  | S1.5      | David Blakely Lionel Leonard                 | Lionel Leonard            | Leonard-MG                    |                      |             | Bras de suspension |  |
| Abd  | 38  | S1.5      | Karl-Günther Bechem Theo Helfrich            | Borgward GmbH             | Borgward Hansa 1500 RS (en)   |                      |             | Moteur             |  |
| Abd  | 51  | ser.S+2.0 | Toni Ulmen Herman Roosdorp (en)              | Herman Roosdorp           | Jaguar C-Type                 |                      |             | Accident           |  |
| Abd  | 55  | ser.S+2.0 | Olivier Gendebien Roger Laurent              | Écurie Francorchamps      | Jaguar C-Type                 |                      |             | Piston             |  |
| DSQ  | 63  | ser.S1.5  | Elyane Imbert Simone des Forest              | Elyane Imbert             | Porsche 356 1500              |                      |             | Assistance         |  |
| Abd  | 64  | ser.S1.5  | Arthur Heuberger Ernst Seiler                | Arthur Heuberger          | Porsche 356 1500              |                      |             | Accident           |  |
| DSQ  | 65  | ser.S1.5  | Heinz Friederichs Horst Lauprecht            | Heinz Friedrichs          | Porsche 356 1500              |                      |             | Assistance         |  |
| Abd  | 68  | ser.S1.5  | Kurt Zeller Walter Zeller (en)               | Kurt Zeller               | Ferrari 166 MM                |                      |             | Fuite de carburant |  |
| Abd  | 81  | ser.S1.3  | Adolf Vianden Harry Merkel                   | Adolf Vianden             | Porsche 356 1100              |                      |             | Moteur             |  |
| Abd  | 83  | ser.S1.3  | Albrecht W. Mantzel Rolf Madaus              | Albrecht W. Mantzel       | Porsche 356 1100              |                      |             | Moteur             |  |
| Abd  | 84  | ser.S1.3  | Franz Eugen Kesselstatt Bernt Spiegel        | Walter Glöckler           | Porsche 356 1100              |                      |             | Accident           |  |
| Np   | 2   | S+2.0     | Mike Hawthorn Giuseppe Farina Alberto Ascari | Scuderia Ferrari          | Ferrari 375 MM Vignale Spyder |                      |             | Moteur             |  |
| Np   | 3   | S+2.0     | Umberto Maglioli Piero Carini                | Scuderia Ferrari          | Ferrari 375 MM Vignale Spyder |                      |             |                    |  |
| NP   | 25  | S2.0      | Ernst Lautenschlager Heinz Fischer           | Ernst Lautenschlager      | Veritas Comet RS              |                      |             |                    |  |
| Np   | 52  | ser.S+2.0 | James Scott Douglas (en) Ninian Sanderson    | Ecurie Ecosse             | Jaguar C-Type                 |                      |             | Accident           |  |

- Légende : Abd. = Abandon - Nc. = Non classé - Dsq. = Disqualifié - Np. = Non partant.

## Pole position et record du tour
- Pole position :  Juan Manuel Fangio sur Lancia D24 en  (- km/h).
- Record du tour :  Robert Manzon sur Lancia D24 en 10 min 23 s (- km/h).